# المظفر أحمد بن الشيخ
المظفر أحمد بن الشيخ هو سلطان من المماليك البرجية حكم مصر من 13 يناير حتى 29 أغسطس 1421.